# Kejsartetra
Kejsartetran (Nematobrycon palmeri) är en fiskart i familjen laxkarpar. Den kan bli uppåt 6 cm lång men blir normalt något mindre. Utbredningsområdet är västra Colombia. 

## Kejsartetra som akvariefisk
Denna fisk är själv fridsam mot andra fiskar men kan bli stressad av andra aggressiva fiskar. Man måste inte ha kejsartetror i stim men ett par fiskar i alla fall rekommenderas. I ett stressfritt akvarium med bra diet och i bra vatten kan kejsartetran leva upp till fem år, alltså är fisken en av de mest långlivade tetrorna. Öppna ytor med täta vegetationbestånd bör ges. Mjukt vatten garvsyrefärgat och surt vatten bör användas (fisken klara också en gradvis förändring till medelhårt vatten). En temperatur på 23-27 grader rekommenderas. Det är svårt att få denna fisk att leka. Temperaturen bör då vara på de övre delen av temperaturen och ett litet mörklagt akvarium med finbladig vegetation. Rommen som läggs ett och ett kan bli uppätna av föräldrarna om chansen ges. På denna fisk fungerar de allra flesta foder.